# Sentimentalismus
Der Sentimentalismus ist eine Geisteshaltung in der europäischen Kultur des späten 18. und frühen 19. Jahrhunderts. Im Mittelpunkt steht der Mensch und die menschliche Natur und die ungefälschten, echten Gefühle (statt des Verstandes).

## Einordnung
Der Sentimentalismus kann als Gegenbewegung zum Klassizismus, aber auch als zum Vernunftglauben komplementärer Bestandteil der Kultur und Mentalität des ausgehenden 18. Jahrhunderts aufgefasst werden. 
Als Geisteshaltung oder überindividuelle Mentalität unterscheidet sich der Sentimentalismus prinzipiell von der literarischen Epoche der Empfindsamkeit. Er ist auch nicht zu verwechseln mit der philosophischen Position des Sensualismus.

## Manifestationen des Sentimentalismus
Der Sentimentalismus manifestiert sich insbesondere in bestimmten kulturellen Praktiken und Phänomenen. In dieser Hinsicht sind beispielsweise die auf eine Gefühlsreaktion abgestellte Rezeptionshaltung gegenüber Romanen, Theaterstücken oder Gemälden zu nennen, die auf Gefühlsäußerungen und emotionale Sensibilität großen Wert legende Briefkultur der Zeit oder die allgemeine Tendenz zu einer Kultur der Tränen.

## Literarische Vertreter des Sentimentalismus
Zu den russischen Sentimentalisten (ca. 1790–1820) zählt der Schriftsteller und Historiker Nikolai Michailowitsch Karamsin.
Zu den französischen Autoren, bei denen man Tendenzen zum Sentimentalismus (frz.: „sensibilité“) feststellen kann, gehören unter anderem Jean-Jacques Rousseau und Bernardin de Saint-Pierre. 

## Sentimentalismus als Forschungsgegenstand
Quellen für die Erforschung solcher kulturellen Praktiken und Mentalitäten sind neben literarischen oder anderen künstlerischen Werke der Epoche auch Korrespondenzen, Memoiren, Rezensionen und andere Dokumente. 
Der Sentimentalismus ist ein über die rein literaturwissenschaftliche Perspektive hinausgehendes Phänomen, das auch kulturwissenschaftliche, ideengeschichtliche oder soziologische Perspektiven aufweist.